# Kuptxeguén
Kuptxeguén (en rus: Купчегень) és un poble de la república de l'Altai, a Rússia, que el 2016 tenia 551 habitants, pertany al districte d'Ongudai.